# Hydrellia ocalae
Hydrellia ocalae är en tvåvingeart som beskrevs av Deonier 1995. Hydrellia ocalae ingår i släktet Hydrellia och familjen vattenflugor.
Artens utbredningsområde är Florida. Inga underarter finns listade i Catalogue of Life.